# Josep-Climent Gràcia i Bosch
Josep-Climent Gràcia i Bosch   (Barcelona, 30 de gener de 1897 - Barcelona, 6 de març de 1981), més conegut com a Climent Gràcia, fou un futbolista català dels anys 1910 i 1920 que jugava com a davanter.

## Trajectòria
Fou un brillant golejador, destacat com a rematador de cap. Va ser el jugador del FC Barcelona que més gols va marcar en una temporada, mercès als 59 que marcà la temporada 1921-22; rècord no superat fins que ho va fer Messi nou dècades més tard.
Començà la seva al Terrassa FC. La temporada 1917-18 fou el màxim golejador del RCD Espanyol que guanyà invicte el Campionat de Catalunya. El 1919 fitxà pel FC Internacional i a continuació, al costat de Ricard Zamora, va incorporar-se al FC Barcelona. Amb Piera, Martínez, Alcàntara i Sagi-Barba formà una de les considerades millors davanteres de la història del club. Jugà al Barça cinc temporades en les quals guanyà cinc Campionats de Catalunya (1918-19, 1919-20, 1920-21, 1921-22 i 1923-24) i dos Campionats d'Espanya (1920 i 1992). En total marcà 161 gols en 151 partits amb el club blaugrana, amb una mitjana de més d'un gol per partit.
La seva millor temporada fou la 1921-22, en la qual guanyà el Campionat de Catalunya i la Copa del Rei, marcant un dels cinc gols del seu equip en la final davant el Real Unión en aquesta darrera competició. Durant aquesta temporada fou el màxim golejador de l'equip amb 59 gols (35 en partits amistosos, 19 al Campionat de Catalunya i 5 al d'Espanya) en 50 partits.
Després d'abandonar el Barça el 1924, retornà al Terrassa FC i més tard fitxà pel FC Martinenc.
Durant la dècada dels 1920 disputà diversos partits internacionals amb la selecció catalana de futbol, amb la qual participà en la Copa Príncep d'Astúries de 1923.
Professionalment fou oficial de la Guàrdia Urbana de Barcelona.

## Palmarès
- Copa d'Espanya: 1920 i 1922
- Campionat de Catalunya: 1917-18, 1918-19, 1919-20, 1920-21, 1921-22 i 1923-24